# Tal Bachman

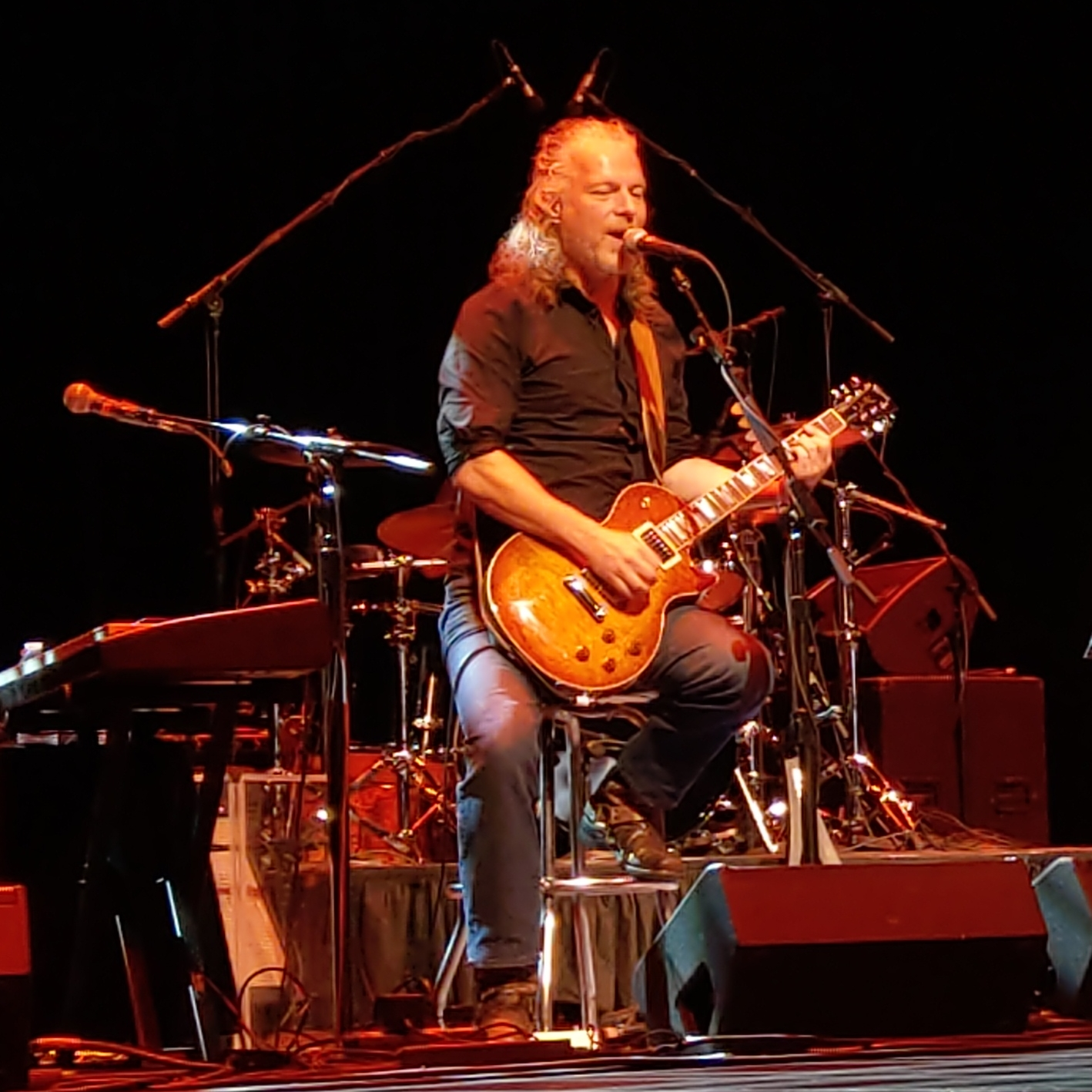
Tal Bachman (2018)

Talmage „Tal“ Bachman (* 13. August 1968 in Winnipeg, Manitoba) ist ein kanadischer Musiker. Er ist der Sohn des kanadischen Rockmusikers Randy Bachman.

## Leben
Tal Bachman gelang der Durchbruch, nachdem er einen Vertrag mit dem Musiklabel Columbia Records abgeschlossen hatte. Er bekam den Vertrag auf Anfrage von EMI Music Publishing, die ein Demo-Tape von Tal Bachman anhörten. Gemeinsam mit Bob Rock, einem Produzenten von Aerosmith und Metallica, produzierte er die Single She’s So High, welche in den amerikanischen Charts Platz 14 erreichte. Sein erstes Album „Tal Bachman“ erschien 1999.
Sein zweites Album „Staring Down The Sun“ veröffentlichte er 2004. Die Single zu dem Album „Aeroplane“ brachte es in den kanadischen Charts auf Platz 20. Außerdem ist der Song „Aeroplane“ im Soundtrack für den Teenie-Film American Pie präsentiert: Die nächste Generation.
Bachman wuchs als Mormone auf und war auch zwei Jahre in missionarischer Tätigkeit in Argentinien. 2003 bekam er jedoch Zweifel an dem Kirchengründer und verließ die Mormonen. Seitdem hilft er anderen Menschen beim Neubeginn nach dem Ausstieg aus der straff organisierten Religionsgemeinschaft.
Des Weiteren ist Bachman studierter Politologe, und als solcher liefert er auch politische Beiträge im kanadischen Fernsehen und der Zeitung The National Post.
2007 wurde Bachman für die Dokumentation The Mormons interviewt.

## Diskografie

### Studioalben
- 1999: Tal Bachman
- 2004: Staring Down The Sun

### EPs
- 2000: If You Sleep

### Singles
- 1999: She’s So High
- 2004: Aeroplane

### Beiträge für Soundtracks
- 2000: Here On Earth: Music From The Motion Picture
- 2003: Fitmix: Walking
- 2004: Soundtrack American Pie presents: Band Camp
- 2004: Rock Of The ’90s
- 2005: Forever ’90s

## Auszeichnungen für Musikverkäufe
| Goldene Schallplatte - Australien - 1999: für die Single She’s So High | Platin-Schallplatte - Neuseeland - 2021: für die Single She’s So High |

Anmerkung: Auszeichnungen in Ländern aus den Charttabellen bzw. Chartboxen sind in ebendiesen zu finden.
| Land/RegionAuszeichnungen für Musikverkäufe (Land/Region, Auszeichnungen, Verkäufe, Quellen) | Silber  | Gold  | Platin  | Verkäufe | Quellen          |
| -------------------------------------------------------------------------------------------- | ------- | ----- | ------- | -------- | ---------------- |
| Australien (ARIA)                                                                            | —       | Gold1 | —       | 35.000   | aria.com.au      |
| Neuseeland (RMNZ)                                                                            | —       | —     | Platin1 | 30.000   | radioscope.co.nz |
| Vereinigtes Königreich (BPI)                                                                 | Silber1 | —     | —       | 200.000  | bpi.co.uk        |
| Insgesamt                                                                                    | Silber1 | Gold1 | Platin1 |          |                  |

## Auszeichnungen
Third Annual Canadian Music Awards (2000):
- Bester Newcomer: Contemporary Hit Radio
- Bester Newcomer: Pop/Rock-Sänger
- Bester Newcomer Solo-Sänger

29th Annual Juno Awards (2000):
- Bester Newcomer: Bester Produzent (She’s So High, Single); mit Bob Rock

Nominierungen
- Bestes Popmusik-Album (2000)
- Bester Songwriter (2000)